# Вардар чифлик
Вардар чифлик (на македонска литературна норма: Вардар Чифлик) е бивше село в централната част на Северна Македония.

## География
Вардар чифлик е било разположено на левия бряг на река Вардар срещу село Криволак.

## История
В XIX век Вардар чифлик е изцяло българско село в Щипска кааза на Османската империя. Според статистиката на Васил Кънчов („Македония. Етнография и статистика“) от 1900 година Вардар чифлик има 90 жители, всички българи.
Населението на селото е под върховенството на Българската екзархия. В статистиката на секретаря на екзархията Димитър Мишев от 1905 година („La Macédoine et sa Population Chrétienne“) Вардар чифлик (Vardar-Tchiflik) е посочено като село с 48 жители българи екзархисти.
След Междусъюзническата война в 1913 година то остава в Сърбия.
На етническата си карта от 1927 година Леонард Шулце Йена показва Вардар чифлик (Vardar čiflik) като българско село.